# Movila (okręg Jałomica)
Movila – wieś w Rumunii, w okręgu Jałomica, w gminie Movila. W 2011 roku liczyła 1787 mieszkańców.